# 蓝边树蛙
蓝边叶蛙（Agalychnis annae），又称橙眼叶蛙，是葉泡蛙科的一种濒危树蛙，原产于哥斯达黎加和巴拿马的热带雨林以及塔拉曼卡山脉和哥斯達黎加中部山脈。